# Dolina Noteci

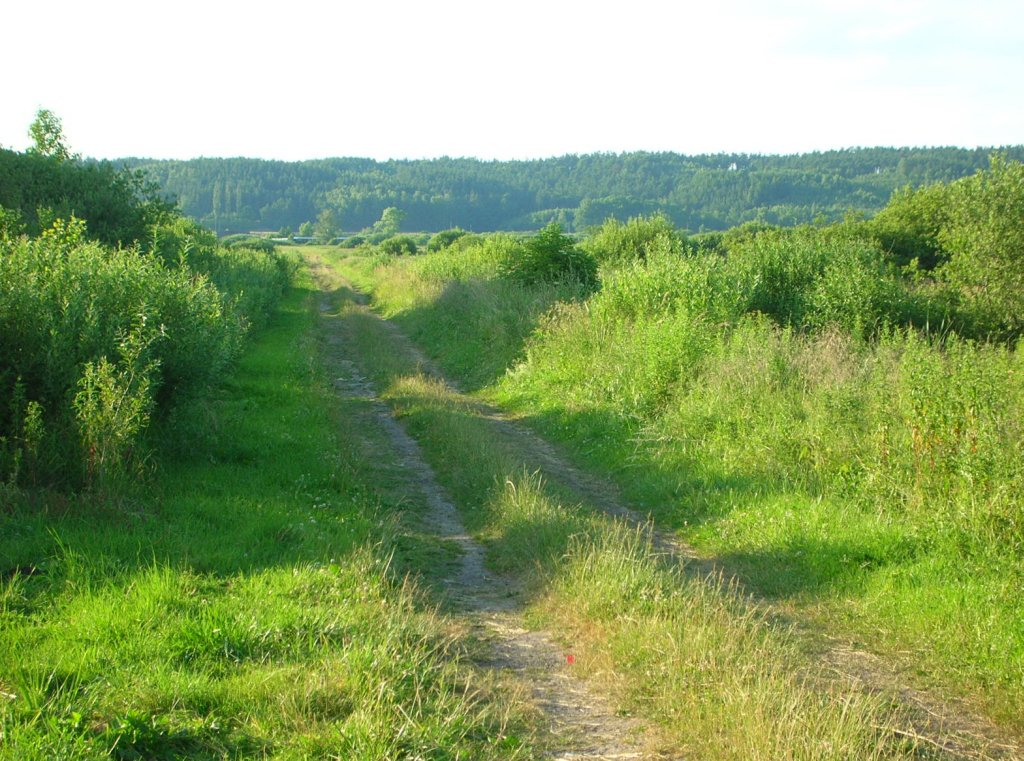
Dolina Kanału Bydgoskiego pod Łochowem

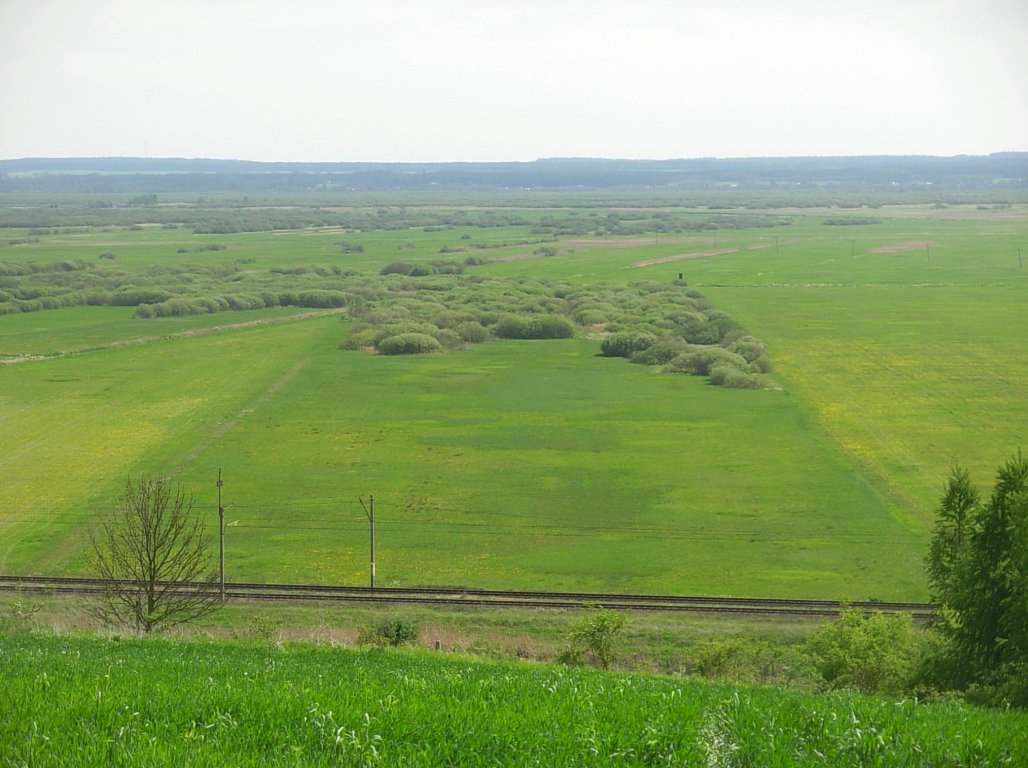
Dolina Noteci koło Białośliwia

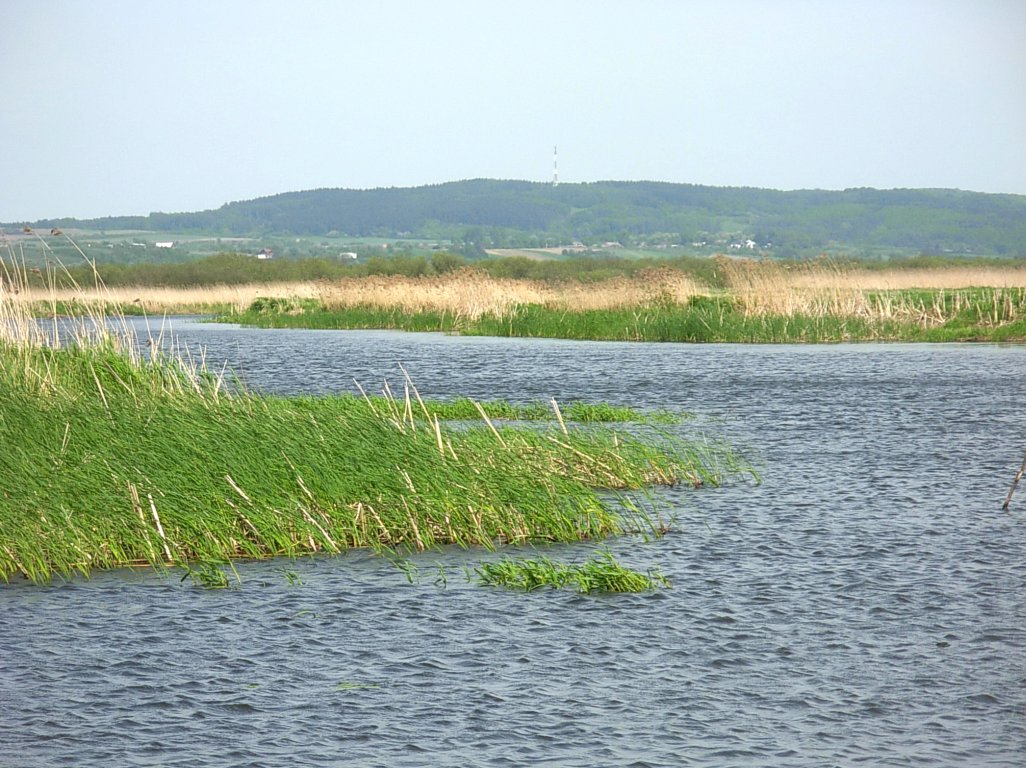
Noteć. W oddali rezerwat przyrody Zielona Góra

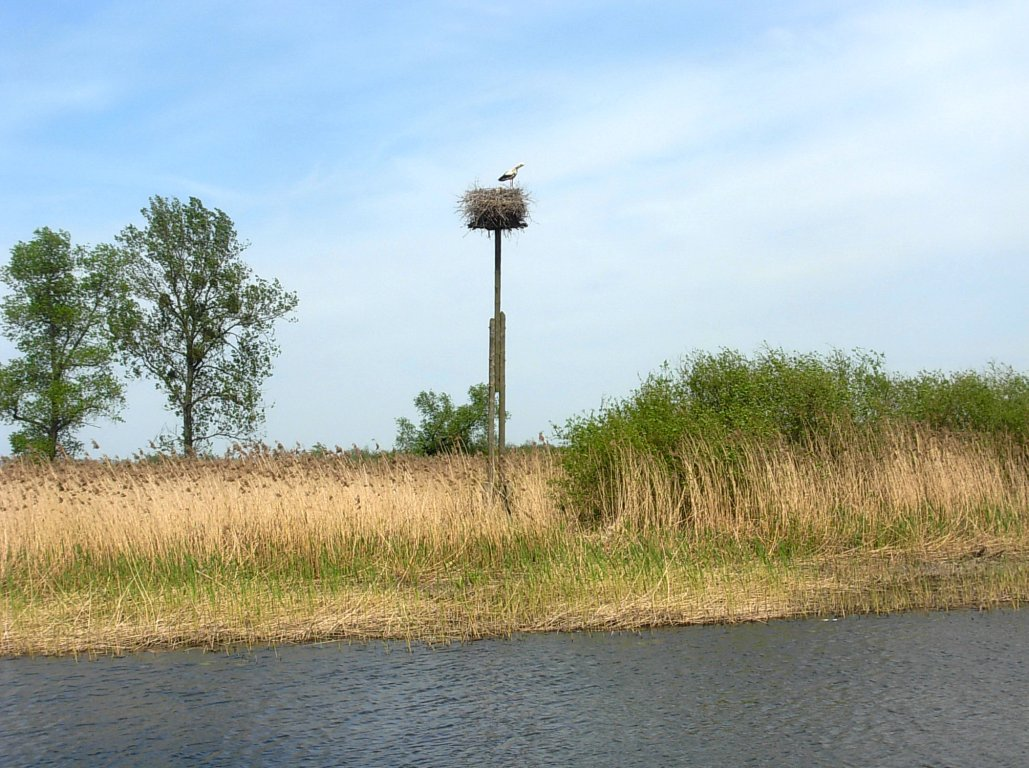
Bocian w Dolinie Noteci (okolice Wyrzyska)

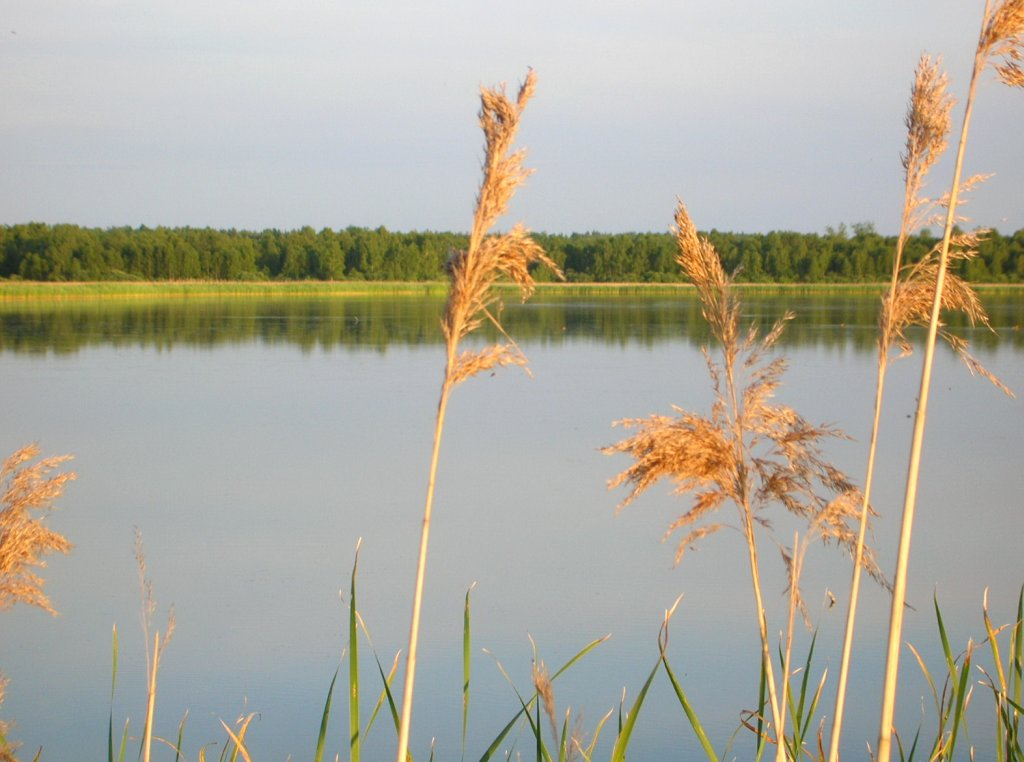
Staw Kardynalski - ostoja ptaków o randze europejskiej

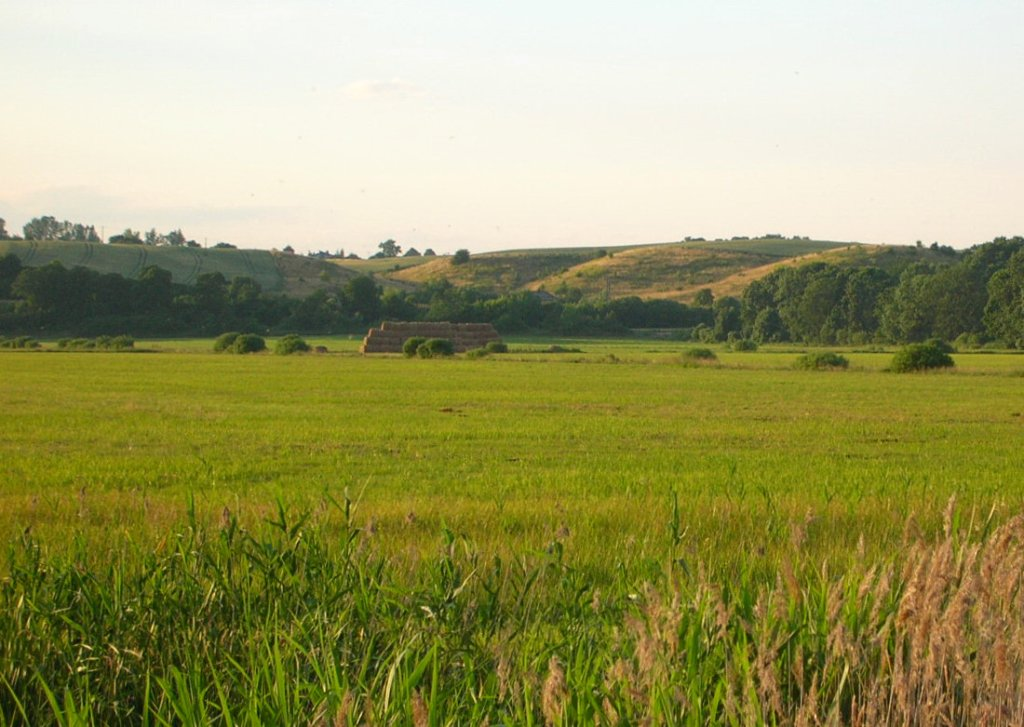
Skarpy Ślesińskie

Dolina Noteci (kod obszaru PLH300004) – obszar chroniony programem Natura 2000 w województwie kujawsko-pomorskim i wielkopolskim o powierzchni 50532 ha.
Celem ochrony jest zachowanie siedlisk przyrodniczych i występujących na ich terenie gatunków roślin i zwierząt.

## Historia
W kwietniu 2004 r. zaproponowano włączenie obszaru w sieć Natura 2000 jako obszar mający znaczenie dla Wspólnoty. W listopadzie 2007 r. został zatwierdzony jako projektowany specjalny obszar ochrony siedlisk (SOO) pod nazwą Dolina Noteci.

## Lokalizacja
Dolina Noteci obejmuje fragment Pradoliny Toruńsko-Eberswaldzkiej, począwszy od zachodnich przedmieść Bydgoszczy (Prądy) na wschodzie, po Wieleń na zachodzie.
W odróżnieniu od Doliny Środkowej Noteci i Kanału Bydgoskiego (obszaru OSO) obszar Dolina Noteci obejmuje nie tylko dno pradoliny, lecz również fragmenty jej zboczy, zwłaszcza północnej krawędzi, na styku z Pojezierzem Krajeńskim.
Dolina jest położona na terenie dwóch województw i siedmiu powiatów: czarnkowsko-trzcianeckiego, pilskiego, chodzieskiego, wągrowieckiego, nakielskiego, bydgoskiego i miasta Bydgoszczy.

## Ogólna charakterystyka obszaru
W zachodniej części chronionego obszaru płynie rzeka Noteć, zaś we wschodniej (od Nakła do Bydgoszczy) – Kanał Bydgoski, wybudowany w 1774 r., łączący dorzecza Odry i Wisły.
Część obszaru zajmują torfowiska niskie pokryte przez zalewowe łąki i trzcinowiska. Wyspowo występują zarośla i zadrzewienia. Na zboczach doliny znajdują się płaty muraw kserotermicznych. W okolicach Goraja, Pianiówki i Góry oraz Ślesina występują lasy: buczyny i dąbrowy, w tym m.in. ciepłolubne dąbrowy i grądy zboczowe. Teren przecinają kanały i rowy odwadniające. Liczne są zbiorniki astatyczne – starorzecza i torfianki. Miejscami występują rozległe płaty lasów łęgowych. Na większości obszaru występują intensywnie użytkowane łąki.
Między dnem doliny a skrajem wysoczyzny występują znaczne deniwelacje terenu, miejscami należące do największych na Niżu Polskim (Góry Rzadkowskie 187 m n.p.m., Dębowa Góra 193 m n.p.m., wobec dna pradoliny 37–54 m n.p.m.).
Nad Doliną Noteci nadzór sprawuje Regionalny Zarząd Gospodarki Wodnej w Poznaniu.

## Siedliska
Wśród siedlisk na obszarze doliny, największy udział posiadają łąki i zarośla – 83%, zaś znacznie mniejszy: siedliska rolnicze (9%), lasy liściaste (6%), wody śródlądowe (rzeki i akweny – 3%), lasy iglaste (2%).
Wśród siedlisk chronionych największy udział mają: łęgi wierzbowe, topolowe, olszowe i jesionowe (3%), ciepłolubne dąbrowy (3%), zmiennowilgotne łąki trzęślicowe (2%), łąki selernicowe (2%) oraz niżowe świeże łąki użytkowane ekstensywnie (2%).

## Formy ochrony przyrody
Około 75% powierzchni obszaru Dolina Noteci leży na terenie Obszaru Chronionego Krajobrazu Dolina Noteci, ponadto na jego terenie znajduje się niewielki fragment Nadnoteckiego Obszaru Chronionego Krajobrazu oraz 6 rezerwatów przyrody:
- Borek,
- Hedera,
- Kruszyn,
- Las Minikowski,
- Łąki Ślesińskie,
- Skarpy Ślesińskie.

## Wartość przyrodnicza
Obszar obejmuje bogatą mozaikę siedlisk z załącznika I dyrektywy siedliskowej (15 rodzajów), z priorytetowymi lasami łęgowymi i dobrze zachowanymi kompleksami łąkowymi, choć łącznie zajmują one poniżej 20% powierzchni obszaru.
W Dolinie Noteci notowano m.in.:
- 22 gatunki ptaków wymienionych w załączniku I dyrektywy ptasiej,
- rośliny (starodub łąkowy), bezkręgowce (czerwończyk fioletek), ryby (boleń, piskorz, głowacz białopłetwy), płazy (kumak nizinny) i ssaki (bóbr europejski, wydra europejska), wymienione w załączniku II dyrektywy siedliskowej[2].

Rekomendowana jest również restytucja na tym terenie łątki ozdobnej, występującej w okolicach Nakła na początku XX w.
Obszar częściowo pokrywa się z ostoją ptasią o randze europejskiej E-33 Nadnoteckie Łęgi. Jest to również ważny korytarz ekologiczny o randze międzynarodowej.